# Sega RingEdge
Sega RingEdge es una placa de arcade creada por Sega destinada a los salones arcade.

## Descripción
El Sega RingEdge fue lanzada por Sega en 2009, y está basada en un PC.
Posee un procesador Intel Pentium E2160 @ 1.8 GHz. y una GPU nVidia.
En esta placa funcionaron 13 títulos.

## Especificaciones técnicas
- Procesador: Intel Pentium E2160 @ 1.8 GHz.
- Memoria Ram: 1 GB DDR2 PC2-6400
- Video: nVidia con 384 MB de RAM GDDR3, soporta Shader Model 4.0 y resolución 1920×1200.
- Audio: 5.1 ch HD Audio
- HDD: 32GB SSD
- Sistema Operativo: Microsoft Windows Embedded Standard 2009
- Red: Onboard Gigabit LAN, Compatible ALL.Net

## Lista de videojuegos
- Air Burst : Border Break
- Border Break
- Initial D Arcade Stage 6 AA
- Lets Go Island 3D
- Hatsune Miku: Project DIVA Arcade
- Shining Force Cross
- Shining Force Cross Raid
- Star Boat
- Star Boat Progress
- Star Horse 3 Season I : A New Legend Begins
- Star Horse 3 Season II: Blaze Of Glory
- Star Horse 3 Season III: Chase The Wind
- Virtua Tennis 4